# Đường Thụy Khuê
Thụy Khuê là một tuyến đường dài khoảng 3,3 km nằm trên hai phường Thụy Khuê và Bưởi, quận Tây Hồ, Hà Nội. Con đường bắt đầu từ phố Quán Thánh đến đường Lạc Long Quân. Cái tên Thụy Khuê khiến ta liên tưởng đến Ứng Thụy công chúa Khuê. Bà là con gái của Lê Phụ Trần với Chiêu Thánh Lý thị (Lý Chiêu Hoàng).
Đây là đường có nhiều cổng làng nhất thủ đô, như cổng làng Đông Xã, cổng làng Yên Thái. Điều này làm cho đường Thụy Khuê mang dáng dấp cổ xưa của kinh thành Thăng Long cũ giữa phố thị hiện đại.

## Lịch sử
Đường Thụy Khuê đã xuất hiện rất lâu từ thời phong kiến. Con đường này có thể đã được hình thành cùng với Thập tam trại. Đường có hình uốn lượn do đi song song với sông Tô Lịch (đoạn sông nay đã bị bồi lấp). Khi đường Hoàng Hoa Thám còn là một bức tường thành cũ của Hoàng thành Thăng Long, đường Thụy Khuê là con đường chính nối kẻ Bưởi với các thôn làng phía Bắc và phía Đông thành Thăng Long. Đường Thụy Khuê đi qua đất các phường Thụy Chương (sau này đổi tên thành Thụy Khuê, do kỵ húy), Hồ Khẩu và Yên Thái thuộc tổng Trung, huyện Vĩnh Thuận, kinh thành Thăng Long.
Thời Pháp thuộc, đoạn phố từ đầu phía Đông (khu vực vườn hoa Mai Xuân Thưởng) tới vườn ươm Laforge được gọi là phố Vườn ươm (Tiếng Pháp: Rue de la Pépinière), nằm trong thành phố Hà Nội thuộc Pháp. Đoạn còn lại được gọi là đường đi làng Bưởi (Tiếng Pháp: Route du Village du Papier), thuộc huyện Hoàn Long, tỉnh Hà Đông (về sau thuộc ngoại thành Hà Nội). Trên đường Thụy Khuê từng có tuyến tàu điện chạy từ Bờ Hồ tới Bưởi.
Khoảng những năm nửa sau thế kỷ XX, đường được mang tên Thụy Khuê, nhưng đoạn nằm trong địa phận làng Yên Thái lại được gọi là phố Yên Thái. Về sau, Nhà nước mới quyết định đặt tên toàn tuyến đường là Thụy Khuê.
Ngày nay, đây là một con đường tương đối quan trọng, cùng với đường Hoàng Hoa Thám, góp phần kết nối trung tâm Hà Nội với các quận, huyện phía ngoài sông Tô Lịch. Đường thuộc hai phường Thụy Khuê và Bưởi, quận Tây Hồ.

## Công trình nổi bật
- Hãng Phim truyện Việt Nam
- Trường Trung học phổ thông Chu Văn An
- Trường Trung học cơ sở Chu Văn An
- Trường Tiểu học Chu Văn An
- Trung tâm Phụ nữ và Phát triển
- Trường Mầm non Chu Văn An

### Công trình đã bị phá bỏ
- Nhà máy tàu điện
- Nhà máy thuộc da
- Nhà máy giấy Trúc Bạch
- Xí nghiệp giầy vải Thụy Khuê

## Ẩm thực

### Bánh giò Cô Béo Vườn Hoa
Trên tuyến đường có quán bánh giò đã trở thành quen thuộc với mỗi người dân Hà Nội, quán bánh giò Cô Hoa béo (hay Cô Béo Vườn Hoa). Quán nằm ở vị trí hẹp nhưng khi nếm thử vị bánh sẽ không thể quên hương vị thơm ngon và đặc biệt của nó. Vì thế, quán tuy giản đơn, thưởng thức ngoài vỉa hè nhưng lúc nào cũng đông khách.

### Bánh trung thu
Trên phố Thụy Khuê có nhiều hàng bánh trung thu như Tuấn Anh, Hương Trà, Bảo Phương,... Các hàng bánh này trước đây cùng có tên là Bảo Phương, ra đời sau ngày Giải phóng Thủ đô, từ đời ông Phạm Vi Bảo, sau này được con cháu tách ra làm và lấy thương hiệu riêng (riêng ông Định — con trai ông Bảo — giữ tên Bảo Phương) và thường rất đắt khách, đặc biệt là hàng bánh Bảo Phương có hàng dài người xếp hàng. Tuy nhiên, các hàng bánh này lại từng bị cho là "mất vệ sinh an toàn thực phẩm". Điển hình như hàng bánh Bảo Phương 2 đã từng bị phạt 14 triệu đồng vì không có giấy phép kinh doanh và không đảm bảo vệ sinh thực phẩm vào năm 2015.

## Các tuyến xe buýt chạy qua
- Tuyến 45: Hết đường
- Tuyến E05: Từ đường Thanh Niên đến đường Văn Cao
- Tuyến 144: Từ đường Văn Cao đến đường Lạc Long Quân